# Sisapo

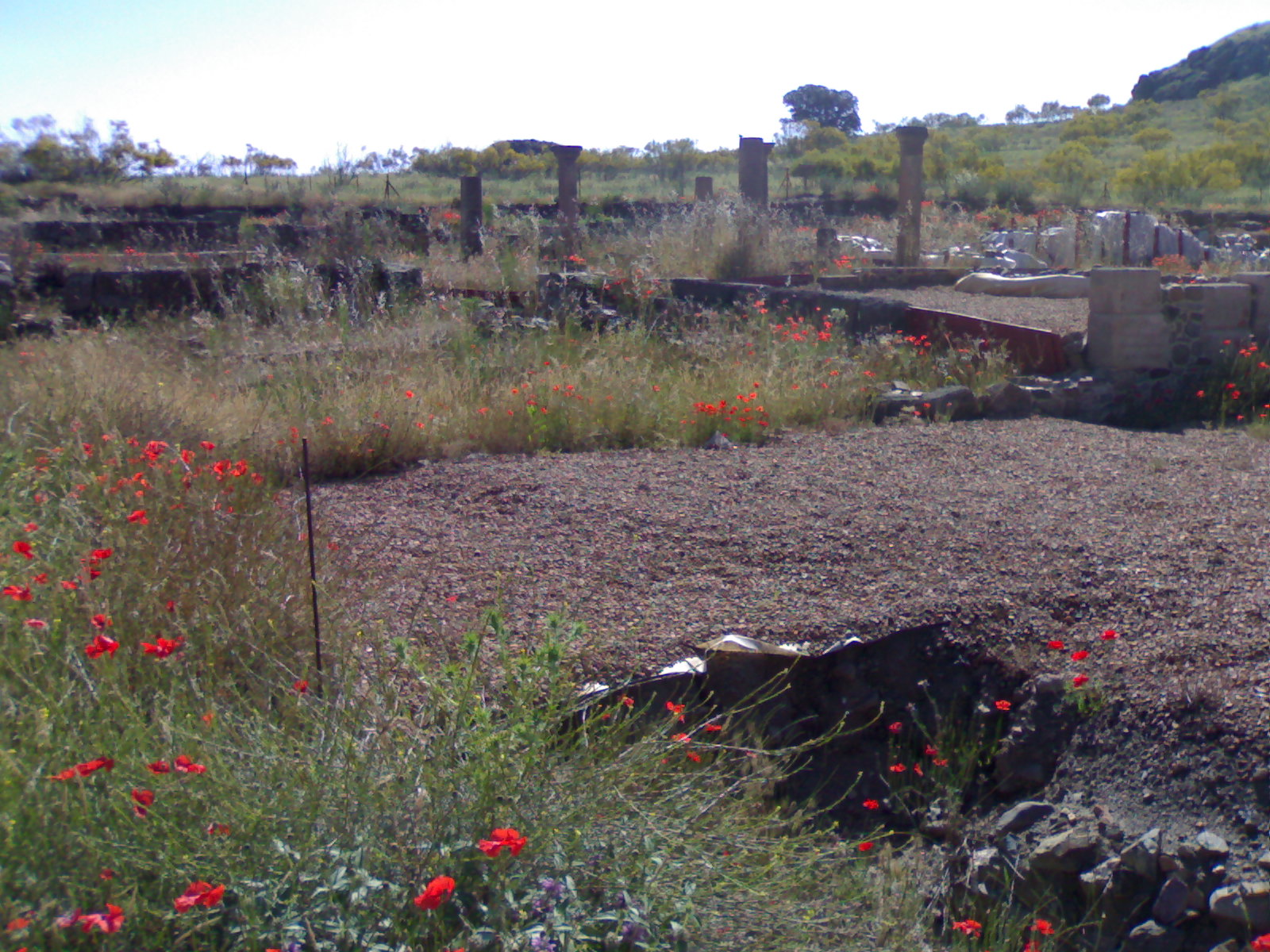
Parte de los restos encontrados de la ciudad de Sisapo, donde puede observarse la Domus de las Columnas Rojas.

El yacimiento de Sisapo se corresponde con un municipium romano emplazado en la aldea de La Bienvenida, perteneciente al término municipal de Almodóvar del Campo y ubicado en la parte centro-occidental del Valle de Alcudia en la provincia de Ciudad Real, comunidad autónoma de Castilla-La Mancha, en España.
Se encuadra dentro de la zona denominada como la Oretania prerromana.
En época romana constituyó el principal centro articulador de la zona, en el que se centralizaban las diferentes tareas de explotación minera así como actividades agropecuarias complementarias.

## Identificación
Tradicionalmente la ciudad se Sisapo se había identificado con la cercana Almadén, o con otros emplazamientos próximos, lo que se debe a que Almadén es mundialmente famosa por su producción de cinabrio, conocido en época clásica como minio, y que las fuentes de la época asociaban con Sisapo. El inicio de un proyecto de investigación más exhaustivo de los restos emplazados en la Bienvenida puso en duda esta tesis.

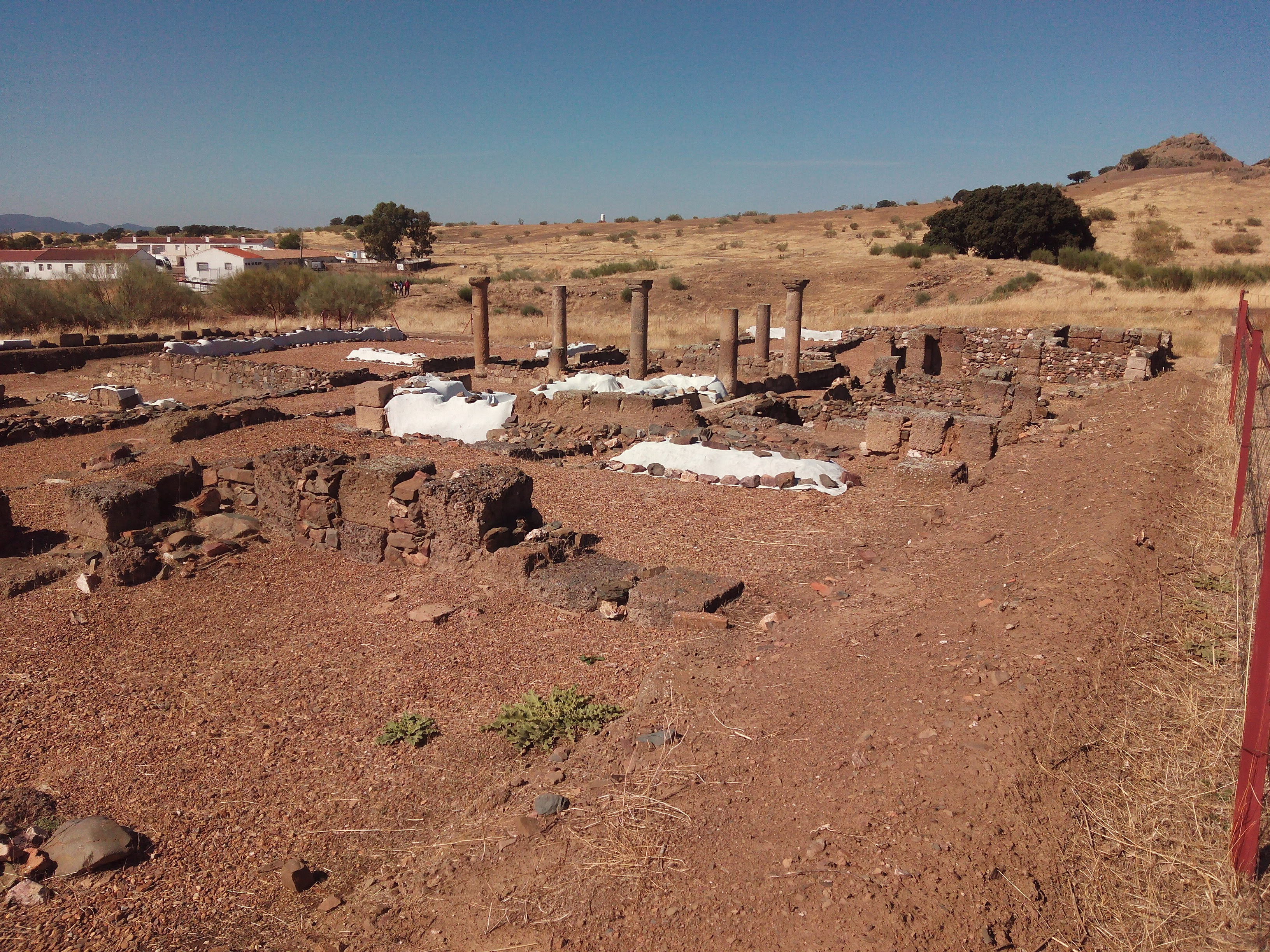
Domus de las Columnas Rojas, octubre de 2016

A los descubrimientos que fueron reforzando la idea de emplazar la ciudad de Sisapo en la Bienvenida, se unió el de una inscripción donde se podía leer (S) ISAPON (E), lo que supuso un antes y un después para fijar el emplazamiento de esta mítica ciudad, mencionada por Plinio el Viejo, y muy reconocida en la antigüedad por ser la sede de gestión y/o excavación del cinabrio más afamado del Imperio Romano.
Posteriormente, y gracias a investigaciones llevadas a cabo por el equipo dirigido por la doctora Zarzalejos, se localizó en 2001 nueva epigrafía romana que hace referencia al "municipum municipii [Sisaponensium]" posiblemente relacionado con unos augustales, sin que exista ya duda alguna de la identificación del yacimiento.

## Fases de ocupación

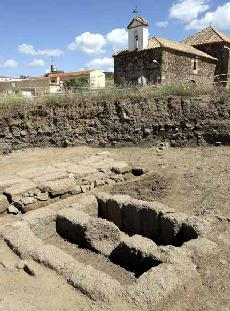
Restos de la necrópolis visigoda localizada en los alrededores de la ciudad de Sisapo.

### Fase Tartésica e Ibérica
Se conoce poco de esta fase, si bien apareció reutilizada en los muros de la Casa de las Columnas Rojas una estela de guerrero típica de la edad de bronce.*«Hallazgo de una estela de guerrero en el yacimiento de Sisapo». 2004. En principio, el núcleo fue fundado a finales del VIII A.C. o principios del VII A.C. Entre los siglos VII - III A.C., existe cerámica de fabricación local típica de la cultura Tartésica y posible influencia fenicia, con presencia de cerámica griega importada.

### Fase Romana
La fase de ocupación romana comienza en los siglos I-II A.C., y se dedicaba a la explotación de las minas a través de la sociedad Socii Sisaponensis, de acuerdo a diversa epigrafía encontrada en las ciudades de Corduba, Capua y Roma.
La ciudad es potenciada en tiempos del emperador Augusto, perteneciendo los principales elementos arquitectónicos romanos a los dos primeros siglos de nuestra era.

### Fase Tardorromana y Visigoda.
Se han localizado abundantes monedas del siglo IV, así como una necrópolis origen visigodo. Se reutilizan elementos arquitectónicos de épocas anteriores para las construcciones de esta época. A partir de este momento, la ciudad comienza un declive que llevará hasta su total abandono, con presencia árabe y medieval de escasa relevancia.
A partir de este momento, la ciudad comenzará a ser expoliada, y el paso del tiempo sepultará sus restos por más de 15 siglos, hasta su descubrimiento en el siglo XX.

## Elementos arquitectónicos

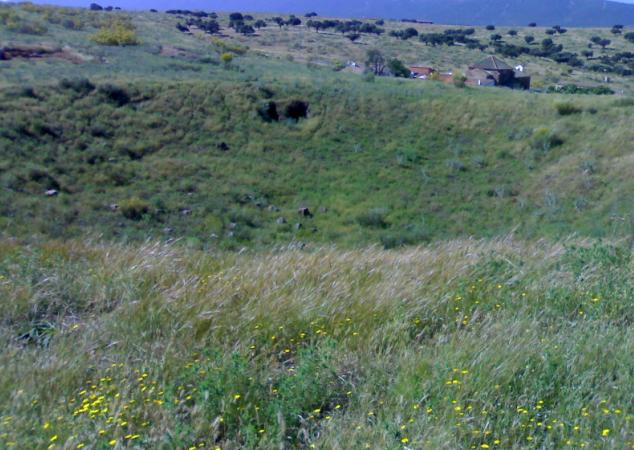
El Hoyo Santo, con la forma elíptica característica de los anfiteatros

### Casa de las Columnas Rojas
Se trata de una enorme casa perteneciente a un personaje importante. En las excavaciones realizadas han aparecido numerosos mosaicos así como restos de pinturas murales. En la actualidad se encuentran excavados unos 400 m²

### Anfiteatro (Hoyo Santo)
En las cercanías de la casa de las columnas rojas se encuentra una depresión circular en la que desde antiguo ha querido verse los restos de un anfiteatro romano: esta hipótesis ha sido reforzada ante la aparición de nombres de gladiadores en paredes excavadas en la zona durante las últimas campañas arqueológicas.

### Herrería romana y Edificio tartésico
En la campaña de 2016 se comenzó la excavación de una herrería del siglo II. El gran interés no reside en esta construcción de carácter industrial, sino en el edificio orientalizante de etapa tartésica que se encuentra inmediatamente debajo. De esta forma, se está procediendo a la excavación de la herrería para su desmantelamiento y traslado a un espacio expositivo más adecuado; lo que finalmente permitirá poner en valor y encontrar el uso original del edificio inferior. Se baraja que pudiera tratarse de un santuario, aunque esto podría cambiar en un futuro conforme aumente el conocimiento del edificio.

### Muralla
Sobre una muralla más antigua y anterior al siglo IV a. C., se construyó una nueva bajo control romano en el siglo II a. C. Se encuentra rodeando la ciudad, con una longitud de 1 km y encerrando en su interior una superficie de unas 10 hectáreas. La puerta de acceso se situaría en la zona sureste, alineada con la principal calle de la ciudad. Cuenta además con al menos 19 posibles bastiones (otras fuentes hablan de un total de 28). Se han excavado dos de ellos, presentando una planta aproximadamente semicircular con un diámetro de unos 8 metros y atribuidos a una primera fase constructiva. Al menos en la parte excavada, en una segunda fase constructiva de las murallas se recurrió al empleo de casamatas.

## Textos históricos
Existen referencias históricas sobre esta ciudad pertenecientes casi todas a época clásica. Así, Plinio el Viejo cuenta de Sisapo en su Naturalis Historia (XXXIII, 118 y 121) que:
"Según Iuva, el minio (cinabrio) se produce en Carmania, y según Timágenes, también en Aethiopia; pero nosotros no lo importamos de ninguno de estos dos países, sino casi todo de Hispania. El minio más conocido es el de la región sisaponense, en la Baetica, mina que es propiedad del pueblo romano. Nada se vigila con más cuidado; no está permitido refinarlo en plaza, sino que se envía a Roma, en bruto y bajo sello, en cantidad de unas 2.000 [otros mm. 10.000] libras de peso al año. En Roma se lava. Con el fin de que no alcance precios altos, una ley ha fijado su valor en venta, que es de 70 sestercios la libra. Se adultera de muchos modos, lo que proporciona grandes beneficios a las compañías......En los yacimientos de minio sisaponenses las vetas están compuestas sólo de tierra de minio, sin plata"
En la segunda Filípica de Cicerón, dirigiéndose a Marco Antonio "[...] De allí partió para Alejandría menospreciando la autoridad del Senado y los preceptos legales y religiosos; pero llevaba por jefe a Gabinio, con quien podía realizar honrosas empresas. ¿Cómo y en qué condiciones volvió de allí? Antes de regresar a su casa pasó desde Egipto a las extremidades de la Galia. Pero, ¿cuál era su casa? Cada cual tenía entonces la suya; la tuya no estaba en parte alguna. ¿Casa digo? ¿Qué terreno había en el mundo donde pudieras poner el pie como dueño, fuera del de Miseno, que poseías en sociedad, como los que explotan las minas de Sisapo?"
Estrabón, en su Geografía (3,2,3), hablando del río Bétis (actual Guadalquivir), dice: Por encima de Cástulo el río ya no es navegable. Una cadena de montañas, ricas en metal, corren paralelas al río, acercándose al mismo unas veces más, otras veces menos. Hay mucha plata en la comarca de Ilipa y en la de Sisapo, tanto en el viejo como en el nuevo. Hay cobre y oro en Cotinae.. Se desconoce la ubicación de Cotinae.
Existen otras referencias indirectas, que principalmente hablan del cinabrio y mercurio que era explotado bajo control de Sisapo en las cercanas localidades de Almadén y Almadenejos. Entre otros, éstas fueron realizadas por Dioscórides (5,94); Solino (33,4); Marco Juniano Justino (XLIV,1,6); o Vitrubio (VII,9,1). Llama la atención que el cinabrio del imperio romano sea incluso mencionado en Libro de Han Posterior (Vol.88, XII), que trata de la historia de China.

## Sisapo Nova y Sisapo Vetus
La mención de dos Sisapos que hace Estrabon, el antiguo y el nuevo, o en latín, Sisapo Vetus y Sisapo Nova, plantea la existencia de dos poblaciones con el mismo nombre. A.M. Cantó propone el yacimiento romano de Cerro de las Monas, emplazado al sur del término municipal de Almadén, a escasos kilómetros del ya mencionado yacimiento de cinabrio, como posible ubicación de Sisapo Nova, de forma que el yacimiento de La Bienvenida, por su mayor antigüedad, se correspondería con Sisapo Vetus. A esto se añade la propuesta de identificación de Sisapo por P.Sillières en Cerro de las Monas, anterior a los descubrimientos epigráficos de 1982 en la Bienvenida que la identificaban como Sisapo, siendo a falta de nuevas referencias una de las hipótesis más plausibles.

## Situación actual
Actualmente, los restos arqueológicos son visitables, excavándose normalmente en los meses de verano. Se espera que el centro de actuación en los próximos años sea el edificio tartésico, a la espera de retomar las excavaciones del anfiteatro.